# Марица Родригес
Марица Родригес Гомес (на испански: Maritza Rodríguez Gómez) е колумбийска актриса и модел родена на 1 септември 1975 г. в Баранкиля, Колумбия. Тя е известна с ролите си в теленовели като „Любов в пустинята“, „Непокорен ангел“, „Жестока любов“  и други.

## Биография
Марица освен, че се занимава като актриса и модел, но е и бизнес дама като се занимава с управлението на собствена линия за козметични продукти. Била е Мис Колумбия 1993.

### Личен живот
Родригес има адвама братя и една сестра, и говори добре както испански така и английски език. Омъжена е от юни 2005 г. за Джошуа Минц (мексиканец), който е заместник-председател на компанията Телемундо . Живее и работи в Маями, Флорида.
През 2018 г. решава да промени името си на Сара Минц, след като потвърждава, че ще посвети остатъка от живота си на религията на юдаизма. Тя също така потвърждава оттеглянето си от теленовелите и всеки проект, където има физически контакт с други мъже или където трябва изглежда полугола.

## Филмография
- 2016 – 2017:Бедната Силвана (Silvana sin lana) – Силвана „Чивис“ Ривапаласиос де Виясеньор
- 2015 – 2016:Господарят на небесата 4 (El senor de los cielos 4) – Ампаро Рохас
- 2013: Мъж под наем (Marido En Alquiler)-Тереса Кристина Палмер де Ибара
- 2012: Рафаел Ороско, идолът (Rafael Orozco, el ídolo) – Андрея Наваро
- 2012: Лицето на отмъщението (El rostro de la venganza) – Антония Вияроел
- 2011: Съседската къща (La casa de al lado) – Пилар Арисменди/Ракел Арисменди
- 2010: Жестока любов (Perro amor) – Камила Брандо
- 2008/09: Лицето на другата (El rostro de Analía) – Сара Андраде
- 2008: Доня Барбара (Doña Bárbara) – Асунсион
- 2007: Чужди грехове (Pecados Ajenos) – Карън Валехо
- 2007: Заложница на съдбата (Acorralada) – Марфил Мондрагон/Дебора Мондрагон
- 2006: Amor sin Condiciones – Йесения
- 2005: Полет 1503 (Vuelo 1503) – Анхела Гранда
- 2004: Непокорен ангел (Ángel rebelde) – Кристал Коварубиас
- 2002/03: Чудесата на любовта (Milagros de amor) – Милагрос
- 2001: Любов в пустинята (Amantes del desierto) – Барбара Сантана
- 2000: Отмъщението (La revancha) – Мерседес Риверол
- 1999: Съпруг и съпруга (Marido y mujer) – Лусия Мендес
- 1998: Бог да те възнагради (Dios se lo pague) – Ирене Ричардсън
- 1997: Жената в огледалото (La mujer en el espejo) -
- 1997: Perfume de agonía – Кармен
- 1995: Mascarada